# デッティンゲンの戦い
デッティンゲンの戦い（ディッティンゲンのたたかい、英語: Battle of Dettingen、ドイツ語: Schlacht bei Dettingen）は、オーストリア継承戦争中の1743年6月27日にマインツ選帝侯領デッティンゲンで行われた会戦である。イギリス、ハノーファー、オーストリア兵で構成された連合軍（国事軍）とノアイユ公爵率いるフランス軍が戦った。
イギリス軍は実質的にはステア伯爵が指揮したが、名目上は国王ジョージ2世が指揮官を務め、息子のカンバーランド公爵が同伴するという形をとったため、イギリス国王が戦闘に参加した最後の戦いとして知られる。戦闘は連合軍が勝利したものの、大局への影響は少なく、「大勝利よりは幸運な逃走」と形容された。

## 背景
オーストリア継承戦争中の1742年初、オーストリアの情勢は絶望的に見えた。そうした中、イギリスは艦隊を地中海に派遣、さらにステア伯爵率いる陸軍17,000をオーストリア領ネーデルラントに派遣した。しかし、オーストリアとプロイセンは1742年6月のブレスラウ条約で講和した。同年12月にはフランス軍が疫病で損害を出しているのを尻目にバイエルン選帝侯領の大半を占領した。
1743年戦役の主戦場はドイツに移り、まずジムバッハの戦いでオーストリア軍がバイエルン軍に勝利した後、6月中旬には連合軍がマイン川北岸のアシャッフェンブルクに到着、マインツ選帝侯ヨハン・フリードリヒ・カール・フォン・オスタインの戴冠式に参加したばかりのイギリス国王ジョージ2世と合流した。しかし6月末には補給の不足により、最も近い補給基地のハーナウへの撤退を余儀なくされた。アシャッフェンブルクからハーナウへの道はデッティンゲンを通っており、フランス軍のノアイユ公爵はここに甥のグラモン公爵率いる23,000の軍勢を配置した。

## 戦闘

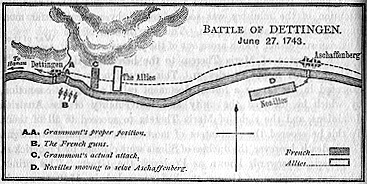
戦闘図

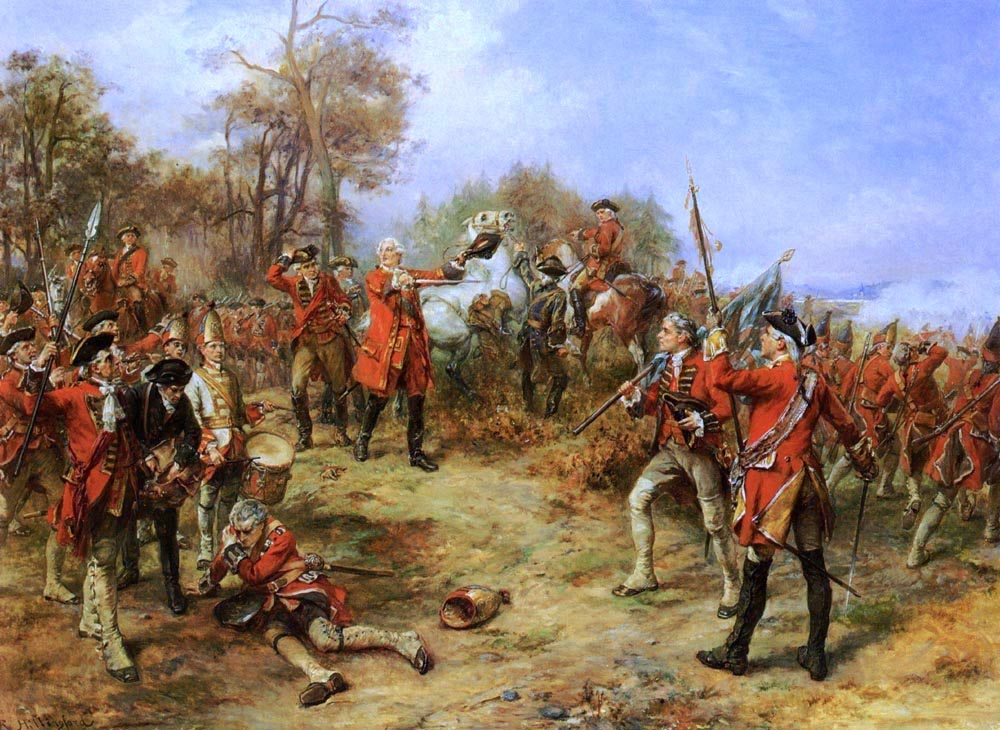
デッティンゲンの戦い

6月27日の午前1時ごろ、連合軍は3列縦隊でアシャッフェンブルクを発ち、マイン川北岸を行進してハーナウに向かった。その道中のデッティンゲンにはフランス軍の陣地があった。この陣地の守備は堅く、グラモン公爵率いる歩兵の戦列がデッティンゲンの村からシュペッサートの山地まで続いており、その左側には騎兵が平地に布陣していた。ノアイユ公爵はジョセフ＝フローラン・ド・ヴァリエールに命じて砲兵をマイン川南岸に配置し、連合軍を左側から砲撃できるようにした。
連合軍はオーストリア継承戦争を通して偵察の不足に悩まされており、このときもデッティンゲンにいるフランス軍が連合軍にとっての不意打ちだった。ノアイユ公爵がさらに12,000人をマイン川対岸のアシャッフェンブルク、すなわち連合軍の後背に送ると、連合軍の危機が明らかになった。連合軍の砲兵隊を率いたヨハン・ゲオルク・フォン・イルテンはイギリスとハノーファーの衛兵隊を急遽アシャッフェンブルクに戻らせ、それ以外の歩兵を行軍の縦隊から4列の戦列に変えてフランス軍の陣地を攻撃した。この攻撃ではフランス砲兵からの砲撃を受けたが、損害は少なかった。
ノアイユ公爵は騎兵に対しその場に止まるよう3度も指令を出したものの、正午ごろにメゾン・デュ・ロワ（Maison du Roi）の騎兵隊が連合軍の戦列に突撃した。突撃を命じた人物は諸説あるが、グラモン公爵とする説が主流である。フランスの歴史学者ド・ペリニ（de Périni）はメゾン・デュ・ロワが最後に会戦に参加したのが1709年のマルプラケの戦いだったため、戦功を挙げる好機とみて攻撃したと考察している。そして、アルクール公爵率いる騎兵はイギリス騎兵の戦列を3列も突破し、経験不足のイギリス騎兵は混乱に陥った。
騎兵突撃の後をフランス衛兵隊の歩兵が続けたが、歩兵の攻撃はばらばらで、ド・ヴァリエール率いる砲兵隊は自軍を撃ってしまう恐れから攻撃を中止せざるを得ず、イギリス騎兵の4列目が持ちこたえる結果となった。そこへハノーファー砲兵が近距離でフランス歩兵を砲撃し、オーストリア兵がフランス歩兵の背後をとった。3時間の戦闘ののち、フランス軍はマイン川左岸に撤退、その途中に橋の1つが壊れたことで多くの損害を出した。

## 結果

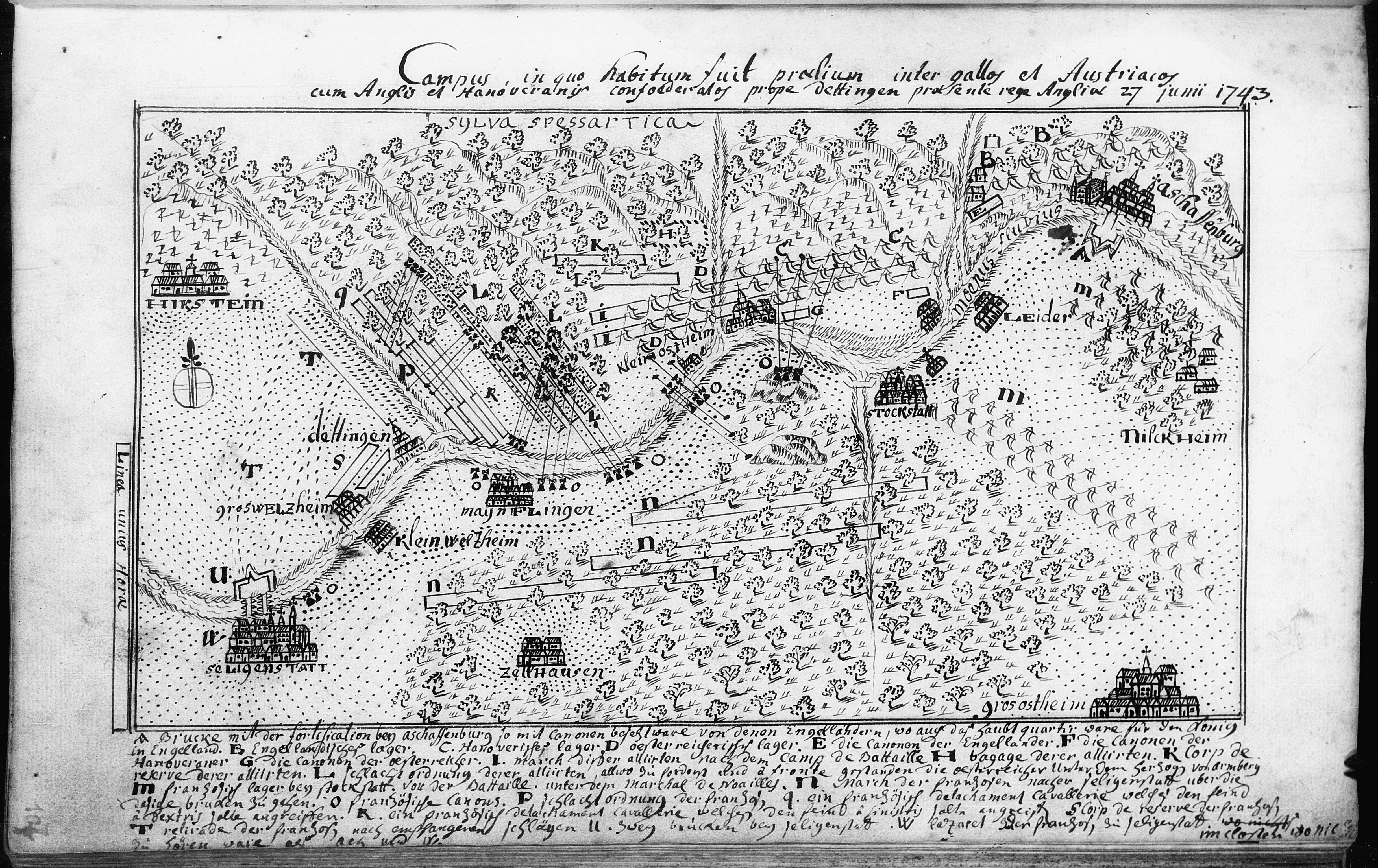
デッティンゲンの戦いの地図。1743年。

連合軍はそのままハーナウに向かった。追撃できたとする説もあるものの、連合軍は敵軍の攻撃を受けつつマイン川を渡れる状態になかった。連合軍は実際には危険な状態であり、行軍のスピードを上げるために負傷者を見捨てたほどだった。
戦後、ジョージ2世は部下に勲章や昇進など多くの褒賞を与えたが、デッティンゲンの戦いを幸運な逃走とする見方が主流である。連合軍は補給の不足により撤退を強いられていた道中であり、連合軍は間一髪で危機を脱すも負傷者は見捨てざるを得ず、ノアイユ公爵の命令が従われていたら大敗した可能性もあった。さらに勝利した後も次の行動について合意できず、結局その年はほぼ何もせずネーデルラントで冬営に入った。
両軍の指揮官にはデッティンゲンの戦いが最後の会戦となった人物が多かった。ノアイユ公爵は1744年に外務大臣に任命され、グラモン公爵は1745年のフォントノワの戦いで戦死した。すでに70歳のステア伯爵は退役し、後任には同じく70歳のジョージ・ウェイドが任命された。連合軍の騎兵は悲惨な状態であり、撤退の道中で距離わずか13 km (8 mi)の23,000人という大人数の敵軍を見つけられなかったうえ、乗馬すらうまくできていない兵士がいる始末だった。一方で歩兵はよく訓練されており、規律もよかったため連合軍は全滅を逃れ、この功績によりサンドハースト王立陸軍士官学校の1個中隊が「デッティンゲン」と名づけられた。
ゲオルク・フリードリヒ・ヘンデルはこの勝利を記念して、デッティンゲン・テ・デウムとデッティンゲン・アンセムを作曲している。